# Coleophora zizarella
Coleophora zizarella é uma espécie de mariposa do gênero Coleophora pertencente à família Coleophoridae.